# Müşkür
Müşkür è un comune dell'Azerbaigian situato nel distretto di Xaçmaz. Conta una popolazione di 3.020 abitanti.